# Liste der Kulturdenkmale in Berlin-Borsigwalde
In der Liste der Kulturdenkmale in Berlin-Borsigwalde sind die Kulturdenkmale des Berliner Ortsteils Borsigwalde im Bezirk Reinickendorf aufgeführt.

## Denkmalbereiche (Ensembles)
| 09012248 | Räuschstraße 1–17A, 57A–74 Ernststraße 60/68 Holzhauser Straße 69/75 Schubartstraße 7/15, 32/36, 38–41, 43/47 (Lage) | Kolonie Borsigwalde, Werkssiedlung der Firma August Borsig Gesamtanlage siehe: Kolonie Borsigwalde Baudenkmal siehe: Schubartstraße 7 | |                                                                              |
| 09012248 | Räuschstraße 1–17A, 57A–74 Ernststraße 60/68 Holzhauser Straße 69/75 Schubartstraße 7/15, 32/36, 38–41, 43/47 (Lage) | Kolonie Borsigwalde, Werkssiedlung der Firma August Borsig Gesamtanlage siehe: Kolonie Borsigwalde Baudenkmal siehe: Schubartstraße 7 | Weitere Bestandteile des Ensembles: |                                                                              |
| 09012248 | Räuschstraße 1–17A, 57A–74 Ernststraße 60/68 Holzhauser Straße 69/75 Schubartstraße 7/15, 32/36, 38–41, 43/47 (Lage) | Kolonie Borsigwalde, Werkssiedlung der Firma August Borsig Gesamtanlage siehe: Kolonie Borsigwalde Baudenkmal siehe: Schubartstraße 7 | 09012249 – Räuschstraße 1 / Holzhauser Straße 73/75 – Mietshäuser (Lage) Fertigstellung: 1921 Entwurf und Bauherr: Bauabteilung der Firma August Borsig, Tegel  | Fassade des östlichen Eckhauses der Kreuzung Räuschstraße/Holzhauser Straße  |
| 09012248 | Räuschstraße 1–17A, 57A–74 Ernststraße 60/68 Holzhauser Straße 69/75 Schubartstraße 7/15, 32/36, 38–41, 43/47 (Lage) | Kolonie Borsigwalde, Werkssiedlung der Firma August Borsig Gesamtanlage siehe: Kolonie Borsigwalde Baudenkmal siehe: Schubartstraße 7 | 09012252 – Räuschstraße 74 / Holzhauser Straße 69/71 – Mietshäuser (Lage) Fertigstellung: 1921 Entwurf und Bauherr: Bauabteilung der Firma August Borsig, Tegel | Fassade des westlichen Eckhauses der Kreuzung Räuschstraße/Holzhauser Straße |
| 09012248 | Räuschstraße 1–17A, 57A–74 Ernststraße 60/68 Holzhauser Straße 69/75 Schubartstraße 7/15, 32/36, 38–41, 43/47 (Lage) | Kolonie Borsigwalde, Werkssiedlung der Firma August Borsig Gesamtanlage siehe: Kolonie Borsigwalde Baudenkmal siehe: Schubartstraße 7 | 09012343 – Schubartstraße 32/40 – Mietshausgruppe (Schubartstraße 32–36) (Lage) Fertigstellung: 1899–1900 Entwurf und Bauherr: Berliner Baugenossenschaft mbH   |                                                                              |
| 09012248 | Räuschstraße 1–17A, 57A–74 Ernststraße 60/68 Holzhauser Straße 69/75 Schubartstraße 7/15, 32/36, 38–41, 43/47 (Lage) | Kolonie Borsigwalde, Werkssiedlung der Firma August Borsig Gesamtanlage siehe: Kolonie Borsigwalde Baudenkmal siehe: Schubartstraße 7 | Mietshausgruppe (Schubartstraße 38–40) Fertigstellung: 1899–1900 Entwurf und Bauherr: Berliner Baugenossenschaft mbH                                            | Fassade der Mietshäuser Schubartstraße 38 und 40                             |

## Denkmalbereiche (Gesamtanlagen)
| Nr.      | Lage | Offizielle Bezeichnung                                                          | Bestandteile / Beschreibung | Bild                                                                        |
| -------- | --- | ------------------------------------------------------------------------------- | --- | --------------------------------------------------------------------------- |
| 09011877 | Breitenbachstraße 7–9 (Lage Verwaltungskopfbau) (Lage Lagerhallen) (Lage Pförtnerhaus)                        | EDEKA Berlin GmbH                                                               | Verwaltungskopfbau Fertigstellung: 1957–1958 Entwurf und Architekt: Henry König Ausführung: Baufirma Anton Schmittlein Bauherr: EDEKA Berlin GmbH                                                                                   | Verwaltungskopfbau der EDEKA Berlin GmbH                                    |
| 09011877 | Breitenbachstraße 7–9 (Lage Verwaltungskopfbau) (Lage Lagerhallen) (Lage Pförtnerhaus)                        | EDEKA Berlin GmbH                                                               | anschließende Lagerhalle |                                                                             |
| 09011877 | Breitenbachstraße 7–9 (Lage Verwaltungskopfbau) (Lage Lagerhallen) (Lage Pförtnerhaus)                        | EDEKA Berlin GmbH                                                               | freistehende Lagerhalle |                                                                             |
| 09011877 | Breitenbachstraße 7–9 (Lage Verwaltungskopfbau) (Lage Lagerhallen) (Lage Pförtnerhaus)                        | EDEKA Berlin GmbH                                                               | Pförtnerhaus |                                                                             |
| 09011892 | Conradstraße 51–78 Borsigwalder Weg 17–27 (Lage)                                                              | Wohnanlage                                                                      | 7 Zeilenbauten Fertigstellung: 1936–1937 Entwurf und Architekt: Fritz Buck Ausführung: Allgemeine Häuserbau AG (AHAG) Bauherr: Gemeinnützige Wohnungs- und Siedlungsbaugesellschaft – Rheinmetall Borsig'scher Werksangehöriger mbH | Fassade des Wohnblocks nordöstlich der Conradstraße                         |
| 09011892 | Conradstraße 51–78 Borsigwalder Weg 17–27 (Lage)                                                              | Wohnanlage                                                                      | 10 Kopfbauten | Fassade des Wohnblocks nordöstlich der Conradstraße                         |
| 09011919 | Eichborndamm 105/177 Holzhauser Straße 140A-H, 150 Miraustraße 10/18A, 22/26, 38, 42 (Lage)                   | Deutsche Waffen- und Munitionsfabriken (DWM)                                    | Bürotrakt der Kugellagerfabrik (Eichborndamm 105/127), 1906–1907 von Alfred Kühn, Umbau 1912 Ausführung: Boswau und Knauer heutige Nutzung (u. a.): Deutsche Dienststelle (WASt), Landesarchiv Berlin                               | Haupteingang der Deutschen Dienststelle am Eichborndamm                     |
| 09011919 | Eichborndamm 105/177 Holzhauser Straße 140A-H, 150 Miraustraße 10/18A, 22/26, 38, 42 (Lage)                   | Deutsche Waffen- und Munitionsfabriken (DWM)                                    | Kantine & Pförtnerhaus (Eichborndamm 129/131), 1906, 1915–1917 von Alfred Kühn |                                                                             |
| 09011919 | Eichborndamm 105/177 Holzhauser Straße 140A-H, 150 Miraustraße 10/18A, 22/26, 38, 42 (Lage)                   | Deutsche Waffen- und Munitionsfabriken (DWM)                                    | Lagergebäude & Bürogebäude (Eichborndamm 141/165), 1912–1913, 1915, 1935 |                                                                             |
| 09011919 | Eichborndamm 105/177 Holzhauser Straße 140A-H, 150 Miraustraße 10/18A, 22/26, 38, 42 (Lage)                   | Deutsche Waffen- und Munitionsfabriken (DWM)                                    | Bürogebäude & Lagergebäude (Eichborndamm 167/177), 1915, 1917–1918 |                                                                             |
| 09011919 | Eichborndamm 105/177 Holzhauser Straße 140A-H, 150 Miraustraße 10/18A, 22/26, 38, 42 (Lage)                   | Deutsche Waffen- und Munitionsfabriken (DWM)                                    | Hammerschmiede (Miraustraße 10–14), 1915, Umbau 1934, 1937 |                                                                             |
| 09011919 | Eichborndamm 105/177 Holzhauser Straße 140A-H, 150 Miraustraße 10/18A, 22/26, 38, 42 (Lage)                   | Deutsche Waffen- und Munitionsfabriken (DWM)                                    | Bürogebäude & Werkhalle (Miraustraße 16–28), um 1940 |                                                                             |
| 09011919 | Eichborndamm 105/177 Holzhauser Straße 140A-H, 150 Miraustraße 10/18A, 22/26, 38, 42 (Lage)                   | Deutsche Waffen- und Munitionsfabriken (DWM)                                    | Bürogebäude & Hallenbau (Miraustraße 30), 1941 |                                                                             |
| 09011919 | Eichborndamm 105/177 Holzhauser Straße 140A-H, 150 Miraustraße 10/18A, 22/26, 38, 42 (Lage)                   | Deutsche Waffen- und Munitionsfabriken (DWM)                                    | Verwaltungsgebäude & Halle (Miraustraße 38), 1941 |                                                                             |
| 09011919 | Eichborndamm 105/177 Holzhauser Straße 140A-H, 150 Miraustraße 10/18A, 22/26, 38, 42 (Lage)                   | Deutsche Waffen- und Munitionsfabriken (DWM)                                    | Hallenbau & Bürogebäude (Miraustraße 42), 1941 |                                                                             |
| 09012079 | Jacobsenweg 41/61 (Lage Böhmisches Brauhaus) (Lage Maschinenhallen)                                           | Sauerstoffwerk Borsigwalde – Gesellschaft für Lindes Eismaschinen AG            | Böhmisches Brauhaus, Fertigstellung: 1908–1909 Entwurf und Architekt: Ernst Sembritzki Bauherr: Böhmisches Brauhaus Kommanditgesellschaft auf Aktien                                                                                |                                                                             |
| 09012079 | Jacobsenweg 41/61 (Lage Böhmisches Brauhaus) (Lage Maschinenhallen)                                           | Sauerstoffwerk Borsigwalde – Gesellschaft für Lindes Eismaschinen AG            | Eiskeller |                                                                             |
| 09012079 | Jacobsenweg 41/61 (Lage Böhmisches Brauhaus) (Lage Maschinenhallen)                                           | Sauerstoffwerk Borsigwalde – Gesellschaft für Lindes Eismaschinen AG            | Wohnhaus | Böhmisches Brauhaus an der Jacobsenstraße                                   |
| 09012079 | Jacobsenweg 41/61 (Lage Böhmisches Brauhaus) (Lage Maschinenhallen)                                           | Sauerstoffwerk Borsigwalde – Gesellschaft für Lindes Eismaschinen AG            | Lagerhalle |                                                                             |
| 09012079 | Jacobsenweg 41/61 (Lage Böhmisches Brauhaus) (Lage Maschinenhallen)                                           | Sauerstoffwerk Borsigwalde – Gesellschaft für Lindes Eismaschinen AG            | Verwaltungsgebäude,' Fertigstellung: 1911–1929 Entwurf und Architekt: Ernst Ziesel Bauherr: Sauerstoff Industrie AG |                                                                             |
| 09012079 | Jacobsenweg 41/61 (Lage Böhmisches Brauhaus) (Lage Maschinenhallen)                                           | Sauerstoffwerk Borsigwalde – Gesellschaft für Lindes Eismaschinen AG            | Maschinenhallen |                                                                             |
| 09012079 | Jacobsenweg 41/61 (Lage Böhmisches Brauhaus) (Lage Maschinenhallen)                                           | Sauerstoffwerk Borsigwalde – Gesellschaft für Lindes Eismaschinen AG            | Abfüllgebäude für Sauerstoffflaschen, Fertigstellung: 1937–1938 Entwurf und Architekt: Ernst Ziesel Bauherr: Gesellschaft für Lindes Eismaschinen AG                                                                                |                                                                             |
| 09012163 | Miraustraße 48/52 Holzhauser Straße 139 (Lage Produktionshalle) (Lage Verwaltungsgebäude) (Lage Pförtnerhaus) | RABOMA-Maschinenfabrik Hermann Schoening mit Fabrikhalle                        | Maschinenfabrikationshalle, Fertigstellung: 1914–1915 Entwurf und Architekt: Bruno Buch Bauherr: Hermann Schoening |                                                                             |
| 09012163 | Miraustraße 48/52 Holzhauser Straße 139 (Lage Produktionshalle) (Lage Verwaltungsgebäude) (Lage Pförtnerhaus) | RABOMA-Maschinenfabrik Hermann Schoening mit Fabrikhalle                        | Verwaltungsgebäude, Fertigstellung: 1939 Entwurf und Architekt: Georg Hell heutige Nutzung: Geschäft für Kinderspielzeug | Haupteingang des Spielzeuggeschäfts in der ehemaligen RABOMA-Maschinenhalle |
| 09012163 | Miraustraße 48/52 Holzhauser Straße 139 (Lage Produktionshalle) (Lage Verwaltungsgebäude) (Lage Pförtnerhaus) | RABOMA-Maschinenfabrik Hermann Schoening mit Fabrikhalle                        | Pförtnerhaus |                                                                             |
| 09012250 | Räuschstraße 2–17A, 57A–73 Ernststraße 60/68 Schubartstraße 9/15, 39/47 (Lage)                                | Kolonie Borsigwalde, Mietshäuser Bestandteil des Ensembles: Kolonie Borsigwalde | Räuschstraße, Fertigstellung: 1899–1901 Entwurf und Bauherr: Bauabteilung der Firma August Borsig, Tegel |                                                                             |
| 09012250 | Räuschstraße 2–17A, 57A–73 Ernststraße 60/68 Schubartstraße 9/15, 39/47 (Lage)                                | Kolonie Borsigwalde, Mietshäuser Bestandteil des Ensembles: Kolonie Borsigwalde | Ernststraße/Schubartstraße | Fassade des Mietshauses Schubartstraße 41                                   |
| 09012250 | Räuschstraße 2–17A, 57A–73 Ernststraße 60/68 Schubartstraße 9/15, 39/47 (Lage)                                | Kolonie Borsigwalde, Mietshäuser Bestandteil des Ensembles: Kolonie Borsigwalde | Schubartstraße |                                                                             |
| 09012401 | Tietzstraße 43–59 Borsigwalder Weg 50–54, 60–64 Schubartstraße 68, 72–82 Klinnerweg 55–73 (Lage)              | Wohnanlage                                                                      | Wohnanlage mit 4 Wohnzeilen Fertigstellung: 1939–1940 Entwurf und Architekt: Fritz Buck Bauherr: Gemeinnützige Wohnungs- und Siedlungsbaugesellschaft – Rheinmetall Borsig'scher Werksangehöriger mbH                               | Fassade des Wohnblocks südwestlich der Tietzstraße                          |
| 09012408 | Trettachzeile 15 (Lage Wohn- und Verwaltungsbau) (Lage Pförtnerhaus)                                          | Wasserwerk der Landgemeinde Tegel                                               | Wasserwerk Fertigstellung: um 1898 Bauherr: Landgemeinde Tegel |                                                                             |
| 09012408 | Trettachzeile 15 (Lage Wohn- und Verwaltungsbau) (Lage Pförtnerhaus)                                          | Wasserwerk der Landgemeinde Tegel                                               | Wohn- und Verwaltungsbau Fertigstellung: 1927–1928 Entwurf: Swytter Bauherr: Berliner Städtische Wasserwerke AG | Wohnhaus auf dem Gelände des ehemaligen Wasserwerks der Landgemeinde Tegel  |
| 09012408 | Trettachzeile 15 (Lage Wohn- und Verwaltungsbau) (Lage Pförtnerhaus)                                          | Wasserwerk der Landgemeinde Tegel                                               | Werkstattgebäude Fertigstellung: 1927–1928 Entwurf: Swytter Bauherr: Berliner Städtische Wasserwerke AG Umbau: 1967 |                                                                             |
| 09012408 | Trettachzeile 15 (Lage Wohn- und Verwaltungsbau) (Lage Pförtnerhaus)                                          | Wasserwerk der Landgemeinde Tegel                                               | Pförtnerhaus Fertigstellung: 1957–1958 Entwurf: Bauabteilung der Berliner Städtischen Wasserwerke AG | Wohnhaus auf dem Gelände des ehemaligen Wasserwerks der Landgemeinde Tegel  |

## Baudenkmale
| Nr.      | Lage                                                             | Offizielle Bezeichnung                                   | Beschreibung | Bild                                                                         |
| -------- | ---------------------------------------------------------------- | -------------------------------------------------------- | --- | ---------------------------------------------------------------------------- |
| 09011648 | Altenhofer Weg 16 (Lage)                                         | Haus Söll                                                | Wohnhaus und Garage Fertigstellung: 1964–1965 Entwurf und Architekt: Heinz Schudnagies Bauherr: Wolfgang Söll                                                    | Wohnhaus Altenhofer Weg 16                                                   |
| 09011878 | Breitenbachstraße 24–29 (Lage)                                   | Hauptpostwerkstatt für Postkraftwagen                    | Wohn- und Verwaltungsgebäude, Fertigstellung: 1925 Entwurf und Architekt: Willy Hoffmann Ausführung: Oberpostbausekretär Kruse Bauherr: Oberpostdirektion Berlin | Haupteingang des Gebäudes Breitanbachstraße 24–29                            |
| 09011878 | Breitenbachstraße 24–29 (Lage)                                   | Hauptpostwerkstatt für Postkraftwagen                    | Vorgarten und Einfriedung |                                                                              |
| 09011878 | Breitenbachstraße 24–29 (Lage)                                   | Hauptpostwerkstatt für Postkraftwagen                    | Treppenanlage |                                                                              |
| 09011879 | Breitenbachstraße 32 (Lage)                                      | Um- und Abspannwerk Wittenau                             | Fertigstellung: 1925–1929 Entwurf und Architekt: Hans Heinrich Müller Bauherr: Berliner Städtische Elektrizitätswerke AG                                         | Fassade des Um- und Abspannwerks Wittenau                                    |
| 09012251 | Räuschstraße 18–20 (Lage)                                        | Kath. Allerheiligenkirche                                | Pfarrhaus, Fertigstellung: 1938 Entwurf: Carl Dirk |                                                                              |
| 09012251 | Räuschstraße 18–20 (Lage)                                        | Kath. Allerheiligenkirche                                | Kirchenanbau, Fertigstellung: 1955 Entwurf und Architekt: Felix Hinssen Bauherr: Katholische Kirchengemeinde Herz-Jesu, Tegel                                    | Glockenturm der Allerheiligen-Kirche                                         |
| 09012342 | Schubartstraße 7 (Lage)                                          | Mietshaus Bestandteil des Ensembles: Kolonie Borsigwalde | Fertigstellung: 1921 Entwurf und Bauherr: Bauabteilung der Firma August Borsig, Tegel                                                                            | Fassade des Mietshauses Schubartstraße 7                                     |
| 09012380 | Sommerfelder Straße 2/12 Conradstraße 5/7 Jacobsenweg 4/6 (Lage) | Mietshausgruppe mit Postamt                              | Fertigstellung: 1929 Entwurf und Architekt: Alfred Gerschel Bauherr: Heimbau gemeinnützige Beamtensiedlungs eGmbH                                                | Wohnhaus südöstlich der Sommerfelder Straße, Blick auf das ehemalige Postamt |
| 09012380 | Sommerfelder Straße 2/12 Conradstraße 5/7 Jacobsenweg 4/6 (Lage) | Mietshausgruppe mit Postamt                              | Postamt |                                                                              |
| 09012381 | Sommerfelder Straße 5/7 (Lage)                                   | Benjamin-Franklin-Oberschule                             | Doppelschule, Fertigstellung: 1914 Entwurf und Architekt: Fritz Beyer Bauherr: Landgemeinde Wittenau                                                             | Fassade der Benjamin-Franklin-Oberschule                                     |
| 09012381 | Sommerfelder Straße 5/7 (Lage)                                   | Benjamin-Franklin-Oberschule                             | Turnhalle |                                                                              |
| 09012400 | Tietzstraße 26/28 (Lage)                                         | Stötzner-Sonderschule                                    | Schule, Fertigstellung: 1900–1906 Entwurf: Georg Klinner Architekt: Johannes Ernst                                                                               | Fassade der Stötzner-Schule                                                  |
| 09012400 | Tietzstraße 26/28 (Lage)                                         | Stötzner-Sonderschule                                    | Stall- und Toilettengebäude |                                                                              |

## Ehemalige Denkmale
| Nr.       | Lage                           | Offizielle Bezeichnung | Bestandteile / Beschreibung | Bild                                           |
| --------- | ------------------------------ | --- | --- | ---------------------------------------------- |
| 09046230  | Breitenbachstraße 24–29 (Lage) | Vorgarten der Hauptpostwerkstatt für Postkraftwagen                                                                               | Seit 2023 kein Gartendenkmal mehr; Fertigstellung: 1924–1925 Bauherr: Deutsche Reichspost (siehe auch Baudenkmal Hauptpostwerkstatt für Postkraftwagen) | Vorgarten des Gebäudes Breitenbachstraße 24–29 |
| unbekannt | Eichborndamm 105/177 (Lage)    | ehem. Deutsche Waffen- und Munitionsfabriken (DWM), Produktions-, Verwaltungs- und Lagergebäude; seit 2001 nur noch Gesamtdenkmal | |                                                |
| unbekannt | Eichborndamm 105/177 (Lage)    | ehem. Deutsche Waffen- und Munitionsfabriken (DWM), Produktions-, Verwaltungs- und Lagergebäude; seit 2001 nur noch Gesamtdenkmal | Ehemalige Bestandteile des Ensembles: |                                                |
| unbekannt | Eichborndamm 105/177 (Lage)    | ehem. Deutsche Waffen- und Munitionsfabriken (DWM), Produktions-, Verwaltungs- und Lagergebäude; seit 2001 nur noch Gesamtdenkmal | Unbekannt – Miraustraße 10/14 – Stahllager, 1906, Erweiterungen 1913 und 1941                                                                           |                                                |
| unbekannt | Eichborndamm 105/177 (Lage)    | ehem. Deutsche Waffen- und Munitionsfabriken (DWM), Produktions-, Verwaltungs- und Lagergebäude; seit 2001 nur noch Gesamtdenkmal | Unbekannt – Miraustraße 10/14 – Teile des Kessel- und Maschinenhauses, 1906                                                                             |                                                |
| unbekannt | Eichborndamm 105/177 (Lage)    | ehem. Deutsche Waffen- und Munitionsfabriken (DWM), Produktions-, Verwaltungs- und Lagergebäude; seit 2001 nur noch Gesamtdenkmal | Unbekannt – Miraustraße 10/14 – Presserei und Kugelhärterei, 1906 und 1910, Umbauten 1936 und 1970                                                      |                                                |
| unbekannt | Eichborndamm 105/177 (Lage)    | ehem. Deutsche Waffen- und Munitionsfabriken (DWM), Produktions-, Verwaltungs- und Lagergebäude; seit 2001 nur noch Gesamtdenkmal | Unbekannt – Miraustraße 10/14 – Betriebswerkstatt, 1915                                                                                                 |                                                |
| unbekannt | Eichborndamm 105/177 (Lage)    | ehem. Deutsche Waffen- und Munitionsfabriken (DWM), Produktions-, Verwaltungs- und Lagergebäude; seit 2001 nur noch Gesamtdenkmal | Unbekannt – Miraustraße 16/28 – Büro- und Montagehalle, 1940, Umbau 1960                                                                                |                                                |
| unbekannt | Eichborndamm 105/177 (Lage)    | ehem. Deutsche Waffen- und Munitionsfabriken (DWM), Produktions-, Verwaltungs- und Lagergebäude; seit 2001 nur noch Gesamtdenkmal | Unbekannt – Miraustraße 16/28 – Montagehalle, 1939–1942                                                                                                 |                                                |
| unbekannt | Eichborndamm 105/177 (Lage)    | ehem. Deutsche Waffen- und Munitionsfabriken (DWM), Produktions-, Verwaltungs- und Lagergebäude; seit 2001 nur noch Gesamtdenkmal | Unbekannt – Miraustraße 16/28 – Pförtnerhaus, 1940 |                                                |